# Zaprudzie (przystanek kolejowy)
Zaprudzie (ukr. Запруддя, ros. Запрудье) – przystanek kolejowy w miejscowości Zaprudzie, w rejonie koszyrskim, w obwodzie wołyńskim, na Ukrainie.